# غانم قدوري الحمد
غانم قَدُّوري الحَمَد هو عالم وكاتب وباحث في علوم القرآن والتجويد ومحقق كتب عراقي، ورئيس جامعة تكريت السابق، ولد في تكريت عام 1950م.

## نشأته ودراسته
نشأ غانم الحمد الناصري في مدينة بيجي بعد انتقال أسرته إليها، وحصل على الشهادة الثانوية سنة 1386هـ (1967م)، ثم التحق بكلية الآداب في جامعة الموصل وحصل على شهادة البكلوريوس في علوم اللغة العربية سنة 1391هـ (1970م). ومن (كلية دار العلوم) جامعة القاهرة حصل على شهادة الماجستير (قسم علم اللغة) سنة 1396هـ (1976م)، وكانت رسالتُه بعنوان: (رسم المصحف دراسة لغوية تاريخية).
ومن كلية الآداب في جامعة بغداد نال شهادة الدكتوراه (قسم اللغة العربية) سنة 1405هـ (1985م)، وكان موضوع رسالته: (الدراسات الصوتية عند علماء التَّجويد).

## أعماله
عمل غانم الحمد مدرسا في كلية الشريعة في جامعة بغداد، ثم مدرسا وأستاذا في كلية التربية جامعة تكريت، وكان أستاذا زائرا في جامعة حضرموت في اليمن.
وكان غانم الحمد عضوا في لجنة إعداد مصحف البحرين إلى جانب الشيخ أحمد عيسى المعصراوي والشيخ مساعد الطيار والخطاط عثمان طه وغيرهم.

## مؤلفاته
- رسم المصحف: أصل الكتاب رسالة ماجستير ذات 800 صفحة، طُبع سنة 1402هـ، تضمنت دراسة كل ما يتعلق برسم المصحف لغوياً وتاريخياً، فجمع مسائل رسم المصحف، وأصبح الكتاب مرجعاً لمن كتب بعده في رسم المصحف.[4]
- الدراسات الصوتية عند علماء التجويد: طُبع سنة 1406هـ، وكان أصله رسالة دكتوراه، نوقشت عام 1405هـ.[5]
- الشيخ داود التكريتي وآثاره العلمية، بحث مقدم لجامعة تكريت سنة 2004.[6]
- حقائق عن رسم المصحف، في الرد على أباطيل بعض المؤلفين وأوهامهم ( إصدار عام 2020)

## وصلات خارجية
- غانم الحمد على جود ريدز
- غانم الحمد-طريق الإسلام